# شهرستان چتهم (کارولینای شمالی)
شهرستان چتهام، کارولینای شمالی (به انگلیسی: Chatham County, North Carolina) یک سکونتگاه مسکونی در ایالات متحده آمریکا است که در کارولینای شمالی واقع شده‌است.

## خصوصیات
شهرستان چتهام ۱٬۸۳۶٫۳۱ کیلومترمربع مساحت دارد.